# Лоусон, Линда
Ли́нда Ло́усон (англ. Linda Lawson; 14 января 1936, Анн-Арбор, Мичиган — 18 мая 2022, Вудленд-Хиллз, Калифорния) — американская актриса телевидения, менее известна как киноактриса, шоугёл и певица.

## Биография
Линда Глория Спациани (настоящее имя актрисы) родилась 14 января 1936 года в городе Анн-Арбор (штат Мичиган, США). В 1939 году с семьёй переехала в город Фонтана (Калифорния).
В начале и середине 1950-х годов некоторое время выступала как шоугёл и певица в отелях-казино в Неваде, в том числе в известном «Пески́». С 1958 года начала сниматься в телесериалах, с 1960 года — в кинофильмах, но основная масса её работ приходится всё-таки на телевидение. Активно снималась до 1971 года, затем в её карьере наступил длительный перерыв. В 1994 году она разово появилась в одном эпизоде сериала «Спасённые звонком: Новый класс». Затем с 2000 по 2005 года Лоусон снялась ещё в двух кинофильмах, одном телефильме и в 12 эпизодах четырёх телесериалов, после чего 69-летняя актриса удалилась на покой.
Линда Лоусон скончалась 18 мая 2022 года в Вудленд-Хиллз (город Лос-Анджелес, штат Калифорния). О её смерти общественность оповестили лишь две недели спустя.

### Личная жизнь
В 1961 году Линда Лоусон вышла замуж за кинопродюсера Джона Формана (1925—1992). Пара прожила вместе 31 год до самой смерти Формана. От этого брака остались две дочери: Джули (род. 1963, стала малоизвестной актрисой кино и телевидения) и Аманда (род. 1966, стала известной актрисой кино и телевидения).

## Introducing Linda Lawson
В 1960 году Линда Лоусон выпустила свой первый и единственный музыкальный альбом с незатейливым названием «Представляю Линду Лоусон». Дирижёром и аранжировщиком альбома выступил известный джазовый пианист, композитор, музыкальный продюсер и аранжировщик Марти Пейч. Список песен альбома:
- Are You With Me
- Where Flamingos Fly
- But Beautiful
- Me and My Shadow
- You Don't Know What Love Is
- You'd Be So Easy to Love
- The Meaning of the Blues
- Mood Indigo[англ.]
- Like Young
- Hi-Lili, Hi-Lo[англ.]
- Make The Man Love Me
- Up Pops Love

## Избранная фильмография

### Широкий экран
- 1961 — Ночной прилив[англ.] / Night Tide — Мора
- 1964 — Винтовки апачей[англ.] / Apache Rifles — Дон Гиллис
- 1966 — Давай убьём дядю[англ.] / Let's Kill Uncle — Джустин
- 1971 — Иногда великая идея…[англ.] / Sometimes a Great Notion — Джен
- 2000 — Секс, наркотики и Сансет Стрип / Sunset Strip — миссис Кантер

### Телевидение
- 1958 — Майк Хаммер[англ.] / Mickey Spillane's Mike Hammer — Кэти Дин (в эпизоде Wedding Mourning)
- 1958 — Истории техасских рейнджеров[англ.] / Tales of the Texas Rangers — Долорес (в эпизоде Edge of Danger)
- 1958 — Питер Ганн[англ.] / Peter Gunn — Линн Мартел (в эпизоде Lynn's Blues[англ.])
- 1958 — Человек с камерой[англ.] / Man with a Camera — Кармен (в эпизоде Six Faces of Satan)
- 1959 — Маверик / Maverick — Лили (в эпизоде Duel at Sundown[англ.])
- 1959 — Миллионер[англ.] / The Millionaire — Марсия Литлтон (в эпизоде Millionaire Sergeant Matthew Brogan)
- 1959—1960 — Сансет-стрип, 77[англ.] / 77 Sunset Strip — разные роли (в 2 эпизодах)
- 1959—1961 — Приключения в раю[англ.] / Adventures in Paradise — Рени (в 5 эпизодах)
- 1960 — Кольт 45-го калибра[англ.] / Colt .45 — Барбара (в эпизоде Impasse)
- 1960 — Территория Тумстоун[англ.] / Tombstone Territory — Джинни Мэгро (в эпизоде The Bride)
- 1960 — Мистер Счастливчик[англ.] / Mr. Lucky — Энджи (в эпизоде The Parolee)
- 1960 — Отряд «М»[англ.] / M Squad — Делорес Фэй (в эпизоде Man with the Ice)
- 1960 — Альфред Хичкок представляет / Alfred Hitchcock Presents — Джорджия (в эпизоде I Can Take Care of Myself[англ.])
- 1960 — Ричард Даймонд, частный детектив[англ.] / Richard Diamond, Private Detective — Нола Картер (в эпизоде And Whose Little Baby Are You?)
- 1960 — Высокий человек[англ.] / The Tall Man — Симпатичная Брюнетка (в эпизоде Garrett and the Kid)
- 1960 — Alcoa представляет: Один шаг за…[англ.] / Alcoa Presents: One Step Beyond — Джойс Чапмен (в эпизоде Moment of Hate)
- 1960 — Караван повозок[англ.] / Wagon Train — Лиа (в эпизоде Princess of a Lost Tribe[англ.])
- 1960 — Гавайский детектив[англ.] / Hawaiian Eye — разные роли (в 2 эпизодах)
- 1960 — Истории Уэллса Фарго[англ.] / Tales of Wells Fargo — Кейт Фэллон (в эпизоде Escort to Santa Fe)
- 1960—1961 — Морская охота[англ.] / Sea Hunt — разные роли (в 3 эпизодах)
- 1960, 1965 — Бонанза / Bonanza — разные роли (в 2 эпизодах[англ.])
- 1961 — Акванавты[англ.] / The Aquanauts — Уилва (в 2 эпизодах)
- 1961 — Стрелок[англ.] / The Rifleman — Вашти Крокстон (в эпизоде Assault)
- 1961 — Перри Мейсон / Perry Mason — Эрин Муни (в эпизоде The Case of the Injured Innocent)[2]
- 1963 — Настоящие МакКои[англ.] / The Real McCoys — Бетти Локвуд (в 2 эпизодах)
- 1964—1965 — Альфред Хичкок представляет / Alfred Hitchcock Presents — разные роли (в 2 эпизодах[англ.])
- 1965 — Бен Кейси / Ben Casey — Лора Фримонт (в 9 эпизодах[англ.])
- 1966 — Вирджинец[англ.] / The Virginian — Бекки Эллис (в эпизоде Chaff in the Wind[англ.])
- 1967 — Волшебное таинственное путешествие / Magical Mystery Tour — пассажирка в автобусе (в титрах не указана)
- 1968 — Требуется вор[англ.] / It Takes a Thief — Джин (в эпизоде Glass Riddle)
- 1994 — Спасённые звонком: Новый класс[англ.] / Saved by the Bell: The New Class — миссис Фаррел (в эпизоде All Play and No Work[англ.])
- 2000—2001 — Это жизнь[англ.] / That's Life — миссис Паганини (в 9 эпизодах)
- 2002 — Без следа / Without a Trace — миссис Джейни (в эпизоде In Extremis)
- 2005 — Скорая помощь / ER — тётя Эйлин (в эпизоде You Are Here)

### Саундтреки
- 1958 — Питер Ганн[англ.] / Peter Gunn — исполнение песни The Meaning of the Blues в эпизоде Lynn's Blues[англ.]
- 1960 — Альфред Хичкок представляет / Alfred Hitchcock Presents — исполнение песни Baby, Won't You Please Come Home в эпизоде I Can Take Care of Myself[англ.] (в титрах не указана)
- 1961 — Акванавты[англ.] / The Aquanauts — исполнение песни Foggy, Foggy Dew в эпизоде The Jeremiah Adventure